# Легация
Легация е използван в миналото термин в дипломацията, за да обозначи дипломатическа мисия и конкретно упълномощаването на дипломатически пратеник, който да води преговори с чуждите власти. Легацията е имала смисъла на представителство с по-нисък ранг от посолството, което се оглавява от посланик.
След Втората световна война в двустранните отношения между държавите постепенно се преминава към нормата те да договарят размяна на дипломатически мисии на равнище посолство, т.е. оглавявани от посланик (макар редица от тях да се ръководят от шарже д'афер, особено при мисиите на по-малки страни).
Днес мнозинството от дипломатическите представителства се наричат:
- посолство (на държава в друга държава) или
- постоянно представителство (на държава в междуправителствена организация).